# 2008-as Formula–1 brit nagydíj
A brit nagydíjat 2008. július 4-e és 6-a között rendezték meg a 2008-as Formula–1 világbajnokság kilencedik futamaként Silverstoneban.
A nagydíjat megelőző csütörtökön a mezőny korelnöke, David Coulthard bejelentette, hogy az év végén visszavonul az aktív versenyzéstől.
Július 4-én Bernie Ecclestone nyilvánosságra hozta, hogy 2010-től a brit nagydíjat nem Silverstoneban, hanem Donington Parkban rendezik.
Az esős versenyt Lewis Hamilton nyerte, Nick Heidfeld és Rubens Barrichello előtt.

## Szabadedzések
Az első szabadedzést Felipe Massa nyerte, Heikki Kovalainen és Lewis Hamilton előtt. A második szabadedzésen Kovalainen volt a leggyorsabb, Mark Webber második, Hamilton harmadik lett. A szombat délelőtti, harmadik szabadedzésen Fernando Alonso végzett az élen, Webber ismét második, Kovalainen ezúttal harmadik lett.

### Első szabadedzés
A brit nagydíj első szabadedzését július 4-én, pénteken tartották, közép-európai idő szerint 11:00 és 12:30 óra között, felhős, de száraz időben. Az első helyet Felipe Massa szerezte meg, Heikki Kovalainen és Lewis Hamilton előtt.
Massa annak ellenére lett első, hogy az edzés utolsó harmadát ki kellett hagynia, miután a Stowe kanyarban komoly balesetet szenvedett. Nem sérült meg, de Ferrarijának hátsó része összetört. Azon az olajfolton csúszott meg, amit Fernando Alonso hagyott ott nem sokkal korábban a kanyar bejáratában. Amikor észlelte a szivárgást, lehúzódott az ideális ívről és kiállt, de már elegendő olajat hagyott a pályán ahhoz, hogy csúszós legyen. Timo Glock megcsúszása hamar figyelmeztetett a veszélyre, pillanatokkal később Massa már nem tudott korrigálni, és a gumifalba csapódott.
Az edzést 18 percre félbeszakították, ezalatt elszállították Massa autóját és cementporral szórták föl az olajfoltot. Negyed órával a vége előtt indulhatott újra az edzés. Mivel a kanyar előtti Hangar-egyenes egy részét is por fedte, a pálya már nem volt olyan állapotban, hogy gyors időket lehessen rajta autózni.
Így a balesete idején élen álló Massa köridejét már senki sem tudta megdönteni, maradt az első helyen. 1:19.575-ös idejével a sokáig vezető Heikki Kovalainent szorította vissza a második helyre. Mindkét McLaren-versenyző tudott javítani az idején az utolsó percekben, Kovalainen 12, Hamilton 48 ezredmásodperccel végzett Massa mögött. Kovalainennek esélye lett volna megdönteni Massa idejét az utolsó percekben, de lelassult, amikor Giancarlo Fisichella a kavicságyból visszatérő Force Indiáját ki kellett kerülnie.
Kimi Räikkönen maradt a negyedik helyen, mögötte Robert Kubica végzett. Kubicát első próbálkozása alkalmával feltartotta Massa. Motorhibája ellenére Alonso hatodik lett, csapattársa, Piquet nyolcadik. Közéjük Sebastian Vettel ékelődött, jó teljesítményt mutatva a Toro Rossóval. A nagydíj előtt visszavonulását bejelentő David Coulthard kilencedik lett, a mezőny első felét Nico Rosberg zárta.
Nem Massa volt az egyetlen, aki kicsúszott az edzés folyamán, Timo Glock a Brooklands kanyarban pördült meg Toyotájával, Adrian Sutil pedig a Becketts kanyarkombinációban hagyta el a pályát, rövid időre a levegőbe emelkedve.
| Helyezés | Név                  | Csapat/Motor        | Elért idő | Különbség | Futott kör |
| -------- | -------------------- | ------------------- | --------- | --------- | ---------- |
| 1        | Felipe Massa         | Ferrari             | 1:19.575  |           | 8          |
| 2        | Heikki Kovalainen    | McLaren-Mercedes    | 1:19.587  | + 0.012   | 15         |
| 3        | Lewis Hamilton       | McLaren-Mercedes    | 1:19.623  | + 0.048   | 13         |
| 4        | Kimi Räikkönen       | Ferrari             | 1:19.948  | + 0.373   | 16         |
| 5        | Robert Kubica        | BMW Sauber          | 1:20.367  | + 0.792   | 11         |
| 6        | Fernando Alonso      | Renault             | 1:20.436  | + 0.861   | 7          |
| 7        | Sebastian Vettel     | Toro Rosso-Ferrari  | 1:20.588  | + 1.013   | 18         |
| 8        | Nelson Piquet Jr.    | Renault             | 1:20.653  | + 1.078   | 16         |
| 9        | David Coulthard      | Red Bull-Renault    | 1:20.698  | + 1.123   | 16         |
| 10       | Nico Rosberg         | Williams-Toyota     | 1:20.744  | + 1.169   | 27         |
| 11       | Mark Webber          | Red Bull-Renault    | 1:20.892  | + 1.317   | 10         |
| 12       | Timo Glock           | Toyota              | 1:21.102  | + 1.527   | 22         |
| 13       | Nick Heidfeld        | BMW Sauber          | 1:21.107  | + 1.532   | 18         |
| 14       | Sébastien Bourdais   | Toro Rosso-Ferrari  | 1:21.166  | + 1.591   | 17         |
| 15       | Jarno Trulli         | Toyota              | 1:21.265  | + 1.690   | 22         |
| 16       | Nakadzsima Kazuki    | Williams-Toyota     | 1:21.282  | + 1.707   | 21         |
| 17       | Jenson Button        | Honda               | 1:21.901  | + 2.326   | 7          |
| 18       | Adrian Sutil         | Force India-Ferrari | 1:22.169  | + 2.594   | 16         |
| 19       | Giancarlo Fisichella | Force India-Ferrari | 1:22.219  | + 2.644   | 19         |
| 20       | Rubens Barrichello   | Honda               | 1:24.123  | + 4.548   | 4          |

### Második szabadedzés
A brit nagydíj pénteki második szabadedzését július 4-én, pénteken délután tartották, közép-európai idő szerint 15:00 és 16:30 óra között. Heikki Kovalainen mögött némi meglepetésre Mark Webber végzett a második helyen, Heikki Kovalainen harmadik lett.
| Helyezés | Név                  | Csapat/Motor        | Elért idő | Különbség | Futott kör |
| -------- | -------------------- | ------------------- | --------- | --------- | ---------- |
| 1        | Heikki Kovalainen    | McLaren-Mercedes    | 1:19.989  |           | 35         |
| 2        | Mark Webber          | Red Bull-Renault    | 1:20.520  | + 0.531   | 32         |
| 3        | Lewis Hamilton       | McLaren-Mercedes    | 1:20.543  | + 0.554   | 31         |
| 4        | David Coulthard      | Red Bull-Renault    | 1:20.589  | + 0.600   | 36         |
| 5        | Nico Rosberg         | Williams-Toyota     | 1:20.748  | + 0.759   | 43         |
| 6        | Sebastian Vettel     | Toro Rosso-Ferrari  | 1:20.805  | + 0.816   | 43         |
| 7        | Jenson Button        | Honda               | 1:20.929  | + 0.940   | 39         |
| 8        | Felipe Massa         | Ferrari             | 1:20.943  | + 0.954   | 18         |
| 9        | Nakadzsima Kazuki    | Williams-Toyota     | 1:20.985  | + 0.996   | 18         |
| 10       | Rubens Barrichello   | Honda               | 1:21.002  | + 1.013   | 34         |
| 11       | Robert Kubica        | BMW Sauber          | 1:21.023  | + 1.034   | 33         |
| 12       | Kimi Räikkönen       | Ferrari             | 1:21.275  | + 1.286   | 31         |
| 13       | Nick Heidfeld        | BMW Sauber          | 1:21.453  | + 1.464   | 36         |
| 14       | Timo Glock           | Toyota              | 1:21.472  | + 1.483   | 18         |
| 15       | Fernando Alonso      | Renault             | 1:21.511  | + 1.522   | 27         |
| 16       | Giancarlo Fisichella | Force India-Ferrari | 1:21.520  | + 1.531   | 42         |
| 17       | Sébastien Bourdais   | Toro Rosso-Ferrari  | 1:21.634  | + 1.645   | 39         |
| 18       | Nelson Piquet Jr.    | Renault             | 1:21.642  | + 1.653   | 45         |
| 19       | Adrian Sutil         | Force India-Ferrari | 1:21.756  | + 1.767   | 30         |
| 20       | Jarno Trulli         | Toyota              | 1:22.196  | + 2.207   | 23         |

### Harmadik szabadedzés
A brit nagydíj harmadik, szombati szabadedzését július 5-én, szombat délelőtt, közép-európai idő szerint 11:00 és 12:00 óra között tartották. Az élen Fernando Alonso végzett az, Webber ismét második, Hamilton harmadszor is harmadik lett.
| Helyezés | Név                  | Csapat/Motor        | Elért idő | Különbség | Futott kör |
| -------- | -------------------- | ------------------- | --------- | --------- | ---------- |
| 1        | Fernando Alonso      | Renault             | 1:20.740  |           | 16         |
| 2        | Mark Webber          | Red Bull-Renault    | 1:20.988  | + 0.248   | 18         |
| 3        | Heikki Kovalainen    | McLaren-Mercedes    | 1:21.266  | + 0.526   | 14         |
| 4        | Sebastian Vettel     | Toro Rosso-Ferrari  | 1:21.277  | + 0.537   | 19         |
| 5        | Lewis Hamilton       | McLaren-Mercedes    | 1:21.668  | + 0.928   | 14         |
| 6        | Nelson Piquet Jr.    | Renault             | 1:21.786  | + 1.046   | 14         |
| 7        | Sébastien Bourdais   | Toro Rosso-Ferrari  | 1:22.059  | + 1.319   | 21         |
| 8        | Timo Glock           | Toyota              | 1:22.183  | + 1.443   | 21         |
| 9        | Kimi Räikkönen       | Ferrari             | 1:22.355  | + 1.615   | 20         |
| 10       | Rubens Barrichello   | Honda               | 1:22.387  | + 1.647   | 17         |
| 11       | Jenson Button        | Honda               | 1:22.440  | + 1.700   | 19         |
| 12       | Felipe Massa         | Ferrari             | 1:22.461  | + 1.721   | 20         |
| 13       | Nico Rosberg         | Williams-Toyota     | 1:22.544  | + 1.804   | 18         |
| 14       | Jarno Trulli         | Toyota              | 1:22.556  | + 1.816   | 20         |
| 15       | Nick Heidfeld        | BMW Sauber          | 1:22.916  | + 2.176   | 22         |
| 16       | Nakadzsima Kazuki    | Williams-Toyota     | 1:23.028  | + 2.288   | 17         |
| 17       | Adrian Sutil         | Force India-Ferrari | 1:23.049  | + 2.309   | 22         |
| 18       | Giancarlo Fisichella | Force India-Ferrari | 1:23.112  | + 2.372   | 21         |
| 19       | Robert Kubica        | BMW Sauber          | 1:23.282  | + 2.542   | 20         |
| 20       | David Coulthard      | Red Bull-Renault    | 1:32.119  | + 11.379  | 6          |

## Időmérő edzés

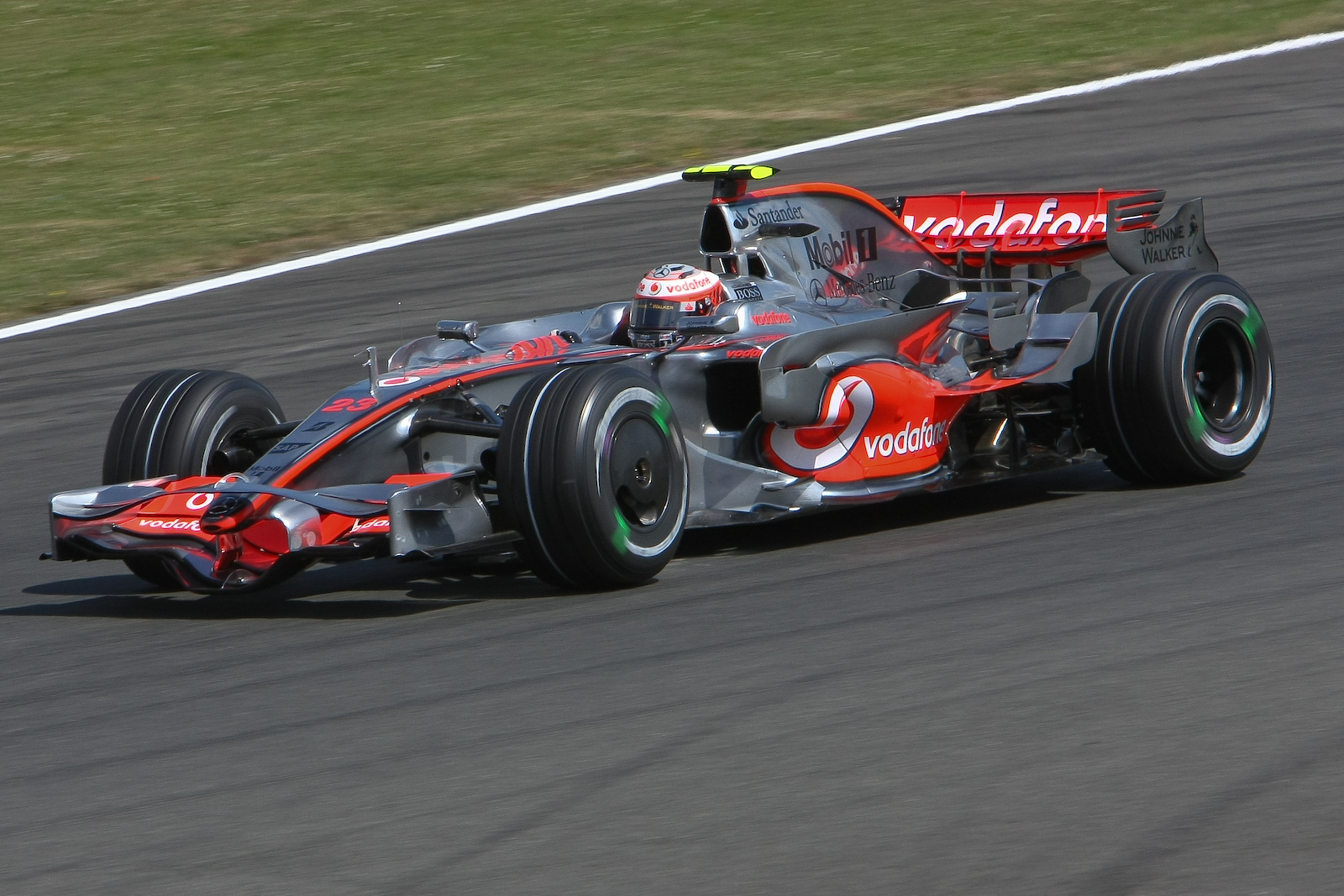
Kovalainené lett a pole-pozíció

A brit nagydíj időmérő edzését július 5-én, szombaton, közép-európai idő szerint 14:00 és 15:00 óra között tartották. Egy rövid időszaktól eltekintve száraz volt a pálya, a versenyzést erős szél nehezítette. A pole-pozíciót – pályafutása során először – Heikki Kovalainen szerezte meg, a meglepetésre második Mark Webber előtt. Kimi Räikkönen harmadik lett.

### Az edzés végeredménye
| Helyezés | Versenyző            | Csapat/Motor        | 1. rész  | 2. rész  | 3. rész     |
| -------- | -------------------- | ------------------- | -------- | -------- | ----------- |
| 1        | Heikki Kovalainen    | McLaren-Mercedes    | 1:19.957 | 1:19.597 | 1:21.049    |
| 2        | Mark Webber          | Red Bull-Renault    | 1:20.982 | 1:19.710 | 1:21.554    |
| 3        | Kimi Räikkönen       | Ferrari             | 1:20.370 | 1:19.971 | 1:21.706    |
| 4        | Lewis Hamilton       | McLaren-Mercedes    | 1:20.288 | 1:19.537 | 1:21.835    |
| 5        | Nick Heidfeld        | BMW Sauber          | 1:21.022 | 1:19.802 | 1:21.873    |
| 6        | Fernando Alonso      | Renault             | 1:20.998 | 1:19.992 | 1:22.029    |
| 7        | Nelson Piquet Jr.    | Renault             | 1:20.818 | 1:20.115 | 1:22.491    |
| 8        | Sebastian Vettel     | Toro Rosso-Ferrari  | 1:20.318 | 1:20.109 | 1:23.251    |
| 9        | Felipe Massa         | Ferrari             | 1:20.676 | 1:20.086 | 1:23.305    |
| 10       | Robert Kubica        | BMW Sauber          | 1:20.444 | 1:19.788 | Idő nélkül* |
| 11       | David Coulthard      | Red Bull-Renault    | 1:21.224 | 1:20.174 |             |
| 12       | Timo Glock           | Toyota              | 1:20.893 | 1:20.274 |             |
| 13       | Sébastien Bourdais   | Toro Rosso-Ferrari  | 1:20.584 | 1:20.531 |             |
| 14       | Jarno Trulli         | Toyota              | 1:21.145 | 1:20.601 |             |
| 15       | Nakadzsima Kazuki    | Williams-Toyota     | 1:21.407 | 1:21.112 |             |
| 16       | Rubens Barrichello   | Honda               | 1:21.512 |          |             |
| 17       | Jenson Button        | Honda               | 1:21.631 |          |             |
| 18       | Nico Rosberg         | Williams-Toyota     | 1:21.668 |          |             |
| 19       | Adrian Sutil         | Force India-Ferrari | 1:21.786 |          |             |
| 20       | Giancarlo Fisichella | Force India-Ferrari | 1:21.885 |          |             |

* Robert Kubica bejutott az edzés harmadik szakaszába, de ott nem autózott mért kört.

## Futam

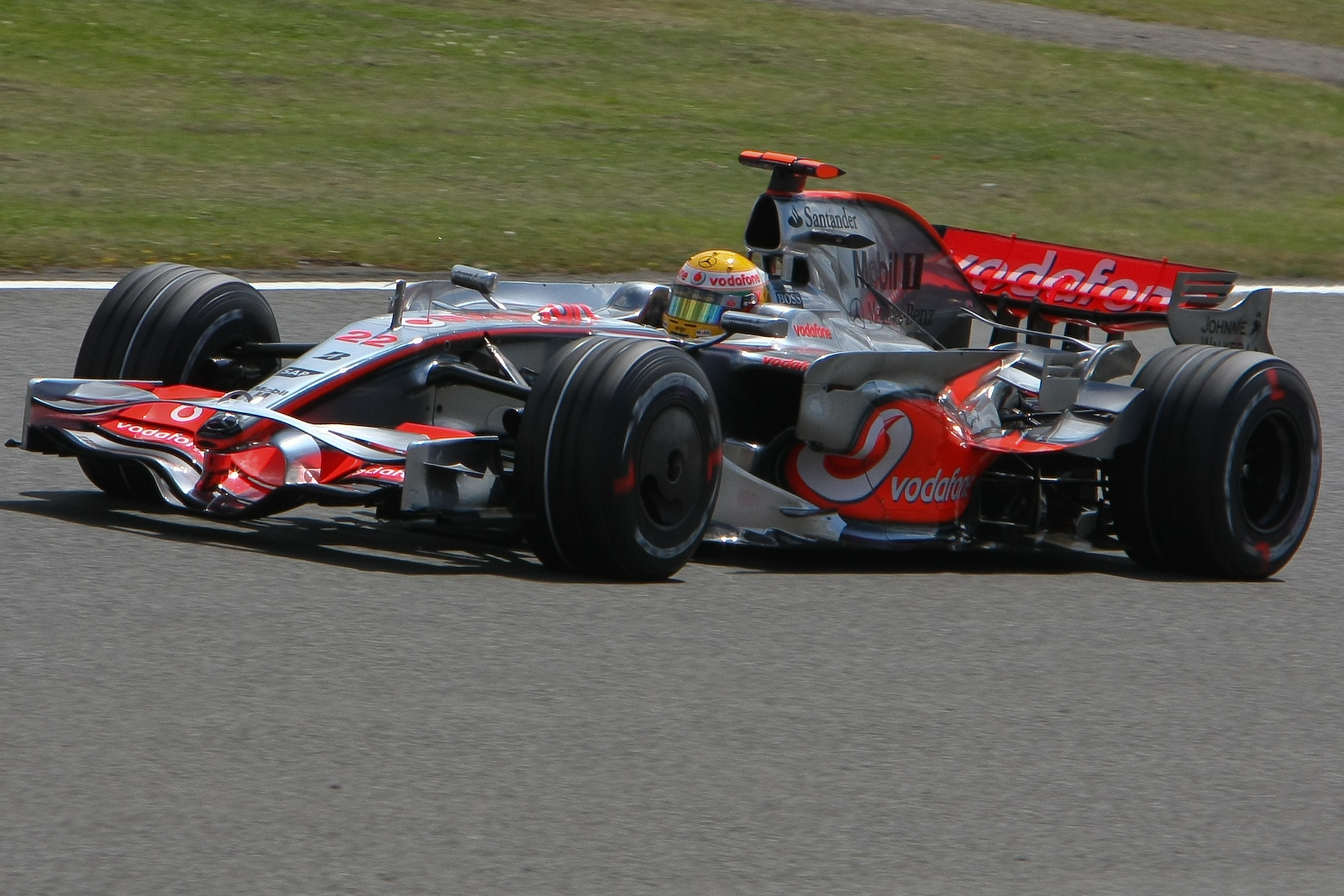
Hamilton győzött hazai versenyén

A brit nagydíj futama július 6-án, vasárnap, közép-európai idő szerint 14:00 órakor rajtolt. A pálya vizes volt, az eső eltérő intenzitással, de folyamatosan esett, ami alaposan megkavarta a mezőnyt.
A rajt előtt esett, a rajt pillanatában és az első körökben annyira nem, később viszont ismét szakadt. A rajtprocedúrára mindenesetre kivétel nélkül az összes pilóta a köztes esőgumit, vagyis az intermediate abroncsokat tetette fel.
A rajt egyértelmű győztese a hazai közönség előtt autózó Hamilton lett, aki a negyedik helyről a másodikra jött föl. Räikkönen is jól indult el, de beragadt Webber és Kovalainen mögé. A vizes aszfalton Webber, majd Massa pörgött meg. Így mindketten az utolsó helyre estek vissza. Webber ezután nagyon gyors tempóban zárkózott fel, míg Massa ezután is többször kipördült. Még az első körben David Coulthard és Sebastian Vettel a kavicságyba repült ki és feladni kényszerült a versenyt. Az élen eközben Hamilton és Kovalainen harcolt egymással, végül a finn elengedte Hamiltont, aki ezután gyorsan kezdett elszakadni tőle. Nem sokkal ezután Kovalainen meg is pördült és egy pozíciót veszített, Räikkönen megelőzte.
Az eső már nem esett, az egyre inkább felszáradó aszfalt pedig a jelek szerint a világbajnoki címvédőnek kedvezett, aki folyamatosan faragott Hamiltonnal szembeni hátrányából.
A 20. körben hirtelen nagyon erősen esni kezdett, és a rá következő körre Hamilton és Räikkönen egyszerre jött ki a boxba. A McLaren szerelői új garnitúra köztes esőgumit tettek fel versenyzőjüknek, a Ferrari boksza elé beparkoló finn viszont csak üzemanyagot kapott.

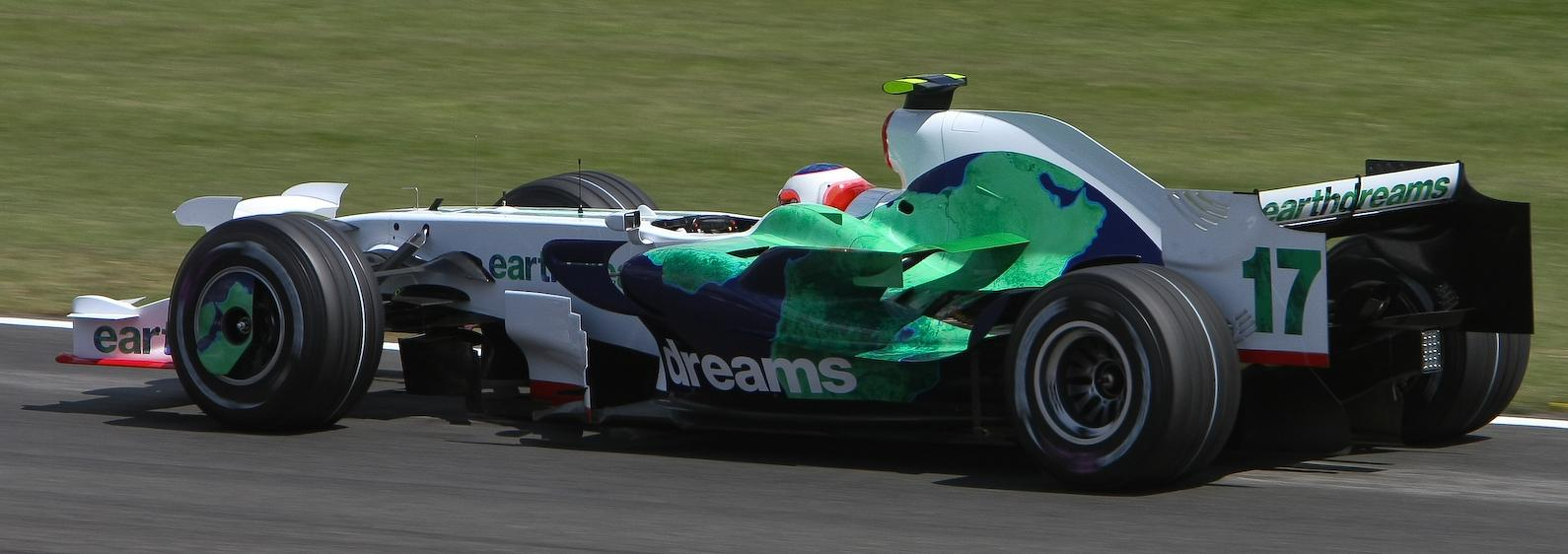
Barrichello a Honda első dobogós helyét szerezte 2006 óta

Hamilton számára az lett volna az előnyösebb, ha még sokáig esik, hiszen az ő friss gumijai jobban kiszorítják a vizet, mint Räikkönen egyre sekélyebb barázdákkal rendelkező gumijai.
Az eső továbbra sem enyhült és ez Hamiltonnak nagy előnyt jelentett, a pályán néhol megállt a víz is.
A finn folyamatosan lassult, és néhány körében már 5 másodperccel is gyengébb volt, mint Hamilton. A ferrarisok azonban tovább vártak, amivel újabb hibát követtek el, hiszen pilótájuk így egyre nagyobb hátrányba került.
Az eső Hamilton mellett a két BMW Saubernek jött jól. Nick Heidfeld például két alkalommal is egyetlen manőverrel lépett előre két pozíciót.
Räikkönen mellett csapattársa, Massa is szenvedett, aki szintén kopott gumikkal autózott. A Ferrarinál jó 10 kört vártak arra, hogy friss gumikat tegyenek fel a pilótáknak, de ekkor már késő volt, Räikkönen a 11. helyre állt vissza. Az eső továbbra sem hagyott alább, de a topcsapatok egyike sem ment ki extrém esős gumiért.

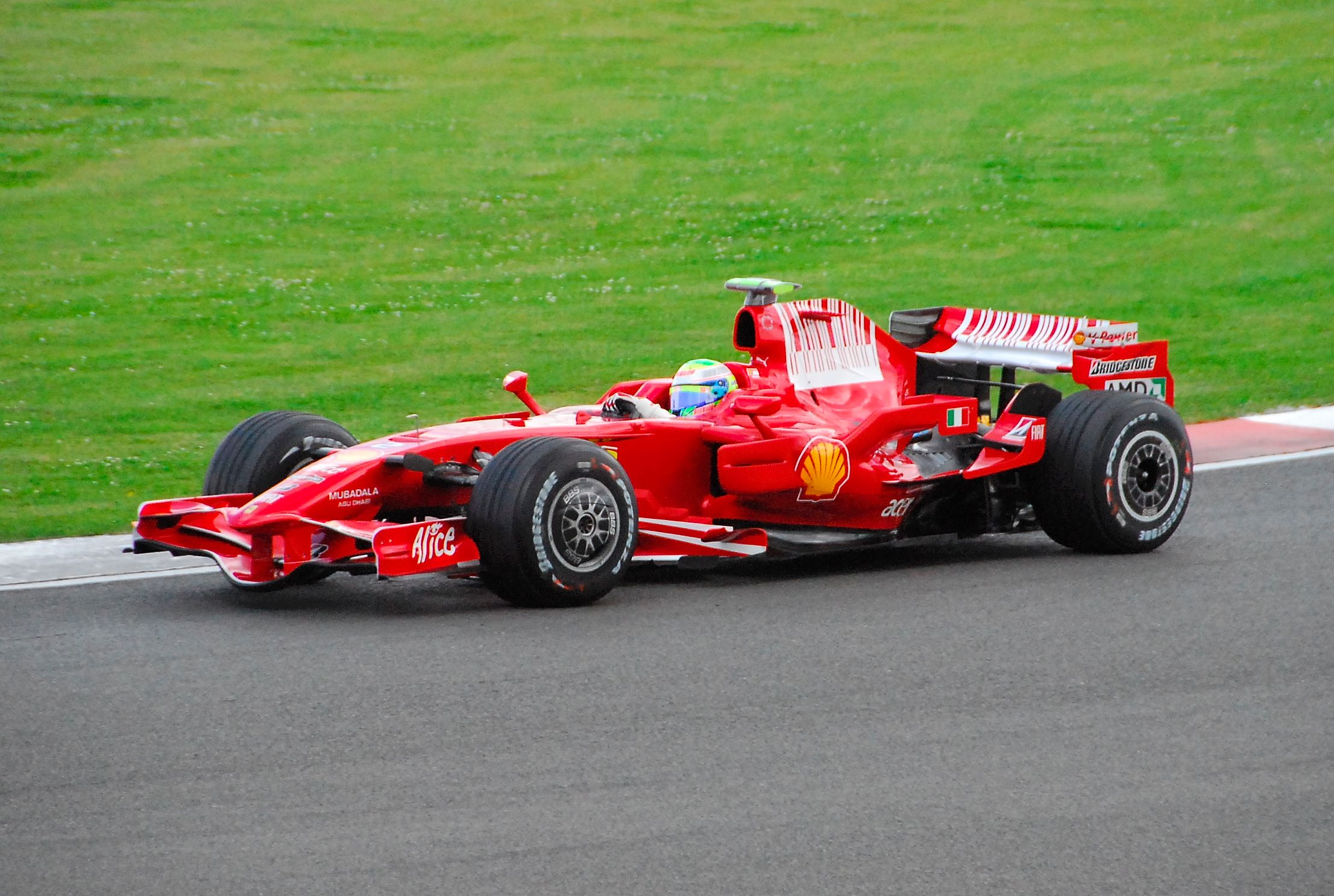
Massa az utolsó helyen fejezte be a futamot

Egyedül a Hondánál, a Williamsnél és a Toro Rossónál (már csak Sébastien Bourdais volt versenyben) próbálkoztak ezekkel. Ez főleg a Hondánál vált be, hiszen Rubens Barrichello nagyon begyorsult és sorra hagyta le ellenfeleit. Csapattársa, Jenson Button hibázott, és kiesett. A brazil egészen a 2. helyig zárkózott fel, de Hamilton befogására már nem volt esélye, a brit túl messze volt. Barrichello végül második helyét is elveszítette, mert az utolsó körökben ki kellett állnia üzemanyagért. Ekkor már megkapta az intermediate (köztes esőgumi) abroncsokat, az eső ugyanis elállt, sőt kisütött a nap.
A nagy esőzés miatt Nelsinho Piquet, Robert Kubica, Adrian Sutil és Giancarlo Fisichella is kiesett.
Hamilton szinte hiba nélkül, óriási előnnyel nyerte meg második hazai versenyét.
Mellé a dobogóra Nick Heidfeld, és a remek gumiválasztásnak köszönhetően Rubens Barrichello állhatott fel.
Räikkönen a verseny végén még megelőzte Alonsót, akit az utolsó előtti körben Kovalainen is lehagyott, a renault-s pilótának így maradt a 6. hely. Trulli hetedik, Nakadzsima nyolcadik lett.
Hamilton győzelmének, Räikkönen 4. helyének, Massa és Kubica nullázásának köszönhetően az élen hármas holtverseny alakult ki, a két ferrarisnak és Hamiltonnak is 48-48 pontja van, de a BMW-s lengyel is nagyon közel van 46 egységével.
| Helyezés | Rajthely | #  | Versenyző            | Csapat/Motor        | Körök | Idő/Kiesés oka | Pontszám |
| -------- | -------- | -- | -------------------- | ------------------- | ----- | -------------- | -------- |
| 1        | 4        | 22 | Lewis Hamilton       | McLaren-Mercedes    | 60    | 1h39:09.440    | 10       |
| 2        | 5        | 3  | Nick Heidfeld        | BMW Sauber          | 60    | + 1:08.577     | 8        |
| 3        | 16       | 17 | Rubens Barrichello   | Honda               | 60    | + 1:22.273     | 6        |
| 4        | 3        | 1  | Kimi Räikkönen       | Ferrari             | 59    | +1 kör         | 5        |
| 5        | 1        | 23 | Heikki Kovalainen    | McLaren-Mercedes    | 59    | +1 kör         | 4        |
| 6        | 6        | 5  | Fernando Alonso      | Renault             | 59    | +1 kör         | 3        |
| 7        | 14       | 11 | Jarno Trulli         | Toyota              | 59    | +1 kör         | 2        |
| 8        | 15       | 8  | Nakadzsima Kazuki    | Williams-Toyota     | 59    | +1 kör         | 1        |
| 9        | 18       | 7  | Nico Rosberg         | Williams-Toyota     | 59    | +1 kör         |          |
| 10       | 2        | 10 | Mark Webber          | Red Bull-Renault    | 59    | +1 kör         |          |
| 11       | 13       | 14 | Sébastien Bourdais   | Toro Rosso-Ferrari  | 59    | +1 kör         |          |
| 12       | 12       | 12 | Timo Glock           | Toyota              | 59    | +1 kör         |          |
| 13       | 9        | 2  | Felipe Massa         | Ferrari             | 58    | +2 kör         |          |
| Ki       | 10       | 4  | Robert Kubica        | BMW Sauber          | 39    | Kicsúszás      |          |
| Ki       | 17       | 16 | Jenson Button        | Honda               | 38    | Kicsúszás      |          |
| Ki       | 7        | 6  | Nelson Piquet Jr.    | Renault             | 35    | Kicsúszás      |          |
| Ki       | 20       | 21 | Giancarlo Fisichella | Force India-Ferrari | 26    | Kicsúszás      |          |
| Ki       | 19       | 20 | Adrian Sutil         | Force India-Ferrari | 10    | Kicsúszás      |          |
| Ki       | 8        | 15 | Sebastian Vettel     | Toro Rosso-Ferrari  | 0     | Kicsúszás      |          |
| Ki       | 11       | 9  | David Coulthard      | Red Bull-Renault    | 0     | Kicsúszás      |          |

## A világbajnokság élmezőnyének állása a verseny után
| H  | Versenyzők         | Pont | H  | Konstruktőrök       | Pont |
| -- | ------------------ | ---- | -- | ------------------- | ---- |
| 1  | Lewis Hamilton     | 48   | 1  | Ferrari             | 96   |
| 2  | Kimi Räikkönen     | 48   | 2  | BMW Sauber          | 82   |
| 3  | Felipe Massa       | 48   | 3  | McLaren-Mercedes    | 72   |
| 4  | Robert Kubica      | 46   | 4  | Toyota              | 25   |
| 5  | Nick Heidfeld      | 36   | 5  | Red Bull-Renault    | 24   |
| 6  | Heikki Kovalainen  | 24   | 6  | Williams-Toyota     | 16   |
| 7  | Jarno Trulli       | 20   | 7  | Renault             | 15   |
| 8  | Mark Webber        | 18   | 8  | Honda               | 14   |
| 9  | Fernando Alonso    | 13   | 9  | Toro Rosso-Ferrari  | 7    |
| 10 | Rubens Barrichello | 11   | 10 | Force India-Ferrari | 0    |
| 11 | Nico Rosberg       | 8    | 11 | Super Aguri-Honda*  | 0    |

* A Super Aguri csapat a Török Nagydíjat megelőzően visszalépett.

(A teljes táblázat)

## Statisztikák
Vezető helyen:
- Lewis Hamilton: 55 (5-21 / 23-60)
- Heikki Kovalainen: 4 (1-4)
- Nick Heidfeld: 1 (22)

Lewis Hamilton 7. győzelme, Heikki Kovalainen 1. pole-pozíciója, Kimi Räikkönen 23. leggyorsabb köre.
- McLaren 159. győzelme.
- A 2020-as magyar nagydíjig ez volt a Ferrari utolsó olyan versenye, amelyen célba értek, de a győztes mindkét pilótájukat lekörözte.